# Фатеча, Виктор
Виктор Абель Фатеча Риверос (исп. Víctor Abel Fatecha Riveros; род. 10 марта 1988, Консепсьон) — парагвайский легкоатлет, специалист по метанию копья. Выступал за сборную Парагвая по лёгкой атлетике в 2002—2018 годах, победитель Южноамериканских и Боливарианских игр, чемпион Южной Америки, чемпион Парагвая, участник летних Олимпийских игр в Пекине.

## Биография
Виктор Фатеча родился 10 марта 1988 года в городе Консепсьон, Парагвай.
Первого серьёзного успеха на международном уровне добился в сезоне 2002 года, когда вошёл в состав парагвайской сборной и выступил на юношеском южноамериканском первенстве в Асунсьоне, где сумел выиграть бронзовую медаль в зачёте метания копья.
В 2003 году метал копьё на юношеском мировом первенстве в Шербруке.
В 2004 году выиграл юношеское первенство Южной Америки в Гуаякиле, отметился выступлением на чемпионате мира среди юниоров в Гроссето.
В 2005 году завоевал бронзовую награду на юношеском мировом первенстве в Марракеше, был третьим и вторым на юниорских панамериканском и южноамериканском первенствах соответственно.
В 2006 году стал четвёртым на чемпионате мира среди юниоров в Пекине, получил серебро на чемпионате Южной Америки в Тунхе, превзошёл всех соперников на молодёжном южноамериканском первенстве в Буэнос-Айресе.
В 2007 году стал серебряным призёром на чемпионате Южной Америки в Сан-Паулу, победил на юниорских южноамериканском и панамериканском первенствах, занял четвёртое место на Панамериканских играх в Рио-де-Жанейро, принял участие в чемпионате мира в Осаке.
Благодаря череде успешных выступлений удостоился права защищать честь страны на летних Олимпийских играх 2008 года в Пекине — на предварительном квалификационном этапе метнул копьё на 71,58 метра, чего оказалось недостаточно для выхода в финал. Являлся знаменосцем парагвайской делегации на церемониях открытия и закрытия Игр. Также в этом сезоне взял бронзу на иберо-американском чемпионате в Икике, получил серебро на молодёжном южноамериканском первенстве в Лиме.
Будучи студентом, в 2009 году представлял Парагвай на Всемирной Универсиаде в Белграде. Кроме того, стал шестым на чемпионате Южной Америки в Лиме, выступил на чемпионате мира в Берлине.
В 2010 году одержал победу на молодёжном южноамериканском первенстве в Медельине, выиграл серебряную медаль на иберо-американском чемпионате в Сан-Фернандо.
В 2011 году стал бронзовым призёром на чемпионате Южной Америки в Буэнос-Айресе, серебряным призёром на ALBA Games в Баркисимето, показал пятый результат на Панамериканских играх в Гвадалахаре.
На иберо-американском чемпионате 2012 года в Баркисимето занял четвёртое место.
В 2013 году выиграл чемпионат Южной Америки в Картахене и Боливарианские игры в Трухильо. На чемпионате мира в Москве установил свой личный рекорд в метании копья — 79,03 метра, но в финал не вышел.
В 2014 году был лучшим на Южноамериканских играх в Сантьяго, третьим на иберо-американском чемпионате в Сан-Паулу, шестым на Панамериканском спортивном фестивале в Мехико.
В 2015 году стал шестым на чемпионате Южной Америки в Лиме, закрыл десятку сильнейших на Панамериканских играх в Торонто.
На иберо-американском чемпионате 2016 года в Рио-де-Жанейро показал пятый результат.
В 2017 году среди прочего выиграл бронзовую медаль на чемпионате Южной Америки в Луке, занял пятое место на Боливарианских играх в Санта-Марте.
В 2018 году стал седьмым на Южноамериканских играх в Кочабамбе.
С 2019 года выступал в основном на региональном уровне в Парагвае, в 2022 году завершил спортивную карьеру.